# 合衆国控訴裁判所

控訴裁判所及び地方裁判所の管轄区域

合衆国控訴裁判所（がっしゅうこくこうそさいばんしょ、英: United States Courts of Appeals）は、アメリカ合衆国連邦裁判所における控訴裁判所である。12の巡回区（Circuit）に1つずつ設置されているほか、知財事件などを扱う連邦巡回区控訴裁判所がある。

## 概要
第1～11巡回区控訴裁判所及びD.C.巡回区控訴裁判所は、地域によって管轄が定まる。他方、連邦巡回区控訴裁判所は、アメリカ合衆国全域における特許や関税などの特定の分野の事件のみを管轄する。

## 控訴裁判所一覧
- コロンビア特別区巡回区控訴裁判所（英語版）（所在地: ワシントンD.C.）
- 第1巡回区控訴裁判所（英語版）（所在地: ボストン）
- 第2巡回区控訴裁判所（英語版）（所在地: ニューヨーク）
- 第3巡回区控訴裁判所（英語版）（所在地: フィラデルフィア）
- 第4巡回区控訴裁判所（英語版）（所在地: リッチモンド）
- 第5巡回区控訴裁判所（英語版）（所在地: ニューオーリンズ）
- 第6巡回区控訴裁判所（英語版）（所在地: シンシナティ）
- 第7巡回区控訴裁判所（所在地: シカゴ）
- 第8巡回区控訴裁判所（英語版）（所在地: セントルイス）
- 第9巡回区控訴裁判所（所在地: サンフランシスコ）
- 第10巡回区控訴裁判所（英語版）（所在地: デンバー）
- 第11巡回区控訴裁判所（英語版）（所在地: アトランタ）
- 連邦巡回区控訴裁判所（所在地: ワシントンD.C.）

## 各巡回区の人口
2010年の国勢調査によれば、各巡回区の人口は下表の通りである。
| 巡回区     | 判事人数 | 人口       | 人口割合 | 判事1人あたりの人口 |
| ---------- | -------- | ---------- | -------- | ------------------- |
| D.C.巡回区 | 11       | 601,723    | 0.19%    | 54,702              |
| 第1巡回区  | 6        | 13,970,816 | 4.47%    | 2,328,469           |
| 第2巡回区  | 13       | 23,577,940 | 7.54%    | 1,813,688           |
| 第3巡回区  | 14       | 22,498,612 | 7.19%    | 1,607,044           |
| 第4巡回区  | 15       | 29,788,417 | 9.52%    | 1,985,894           |
| 第5巡回区  | 17       | 32,646,230 | 10.44%   | 1,920,366           |
| 第6巡回区  | 16       | 32,105,616 | 10.26%   | 2,006,601           |
| 第7巡回区  | 11       | 25,001,420 | 7.99%    | 2,272,856           |
| 第8巡回区  | 11       | 20,568,237 | 6.58%    | 1,869,840           |
| 第9巡回区  | 29       | 61,742,908 | 19.74%   | 2,129,066           |
| 第10巡回区 | 12       | 17,020,355 | 5.44%    | 1,418,363           |
| 第11巡回区 | 12       | 33,268,699 | 10.64%   | 2,772,392           |
| 連邦巡回区 | 12       | N/A        | N/A      | N/A                 |